# يان ستيلهيك (كرة يد)
يان ستيلهيك (بالتشيكية: Jan Stehlík) مواليد 18 أبريل 1985، هو لاعب كرة يد تشيكي يلعب كظهير أيمن. يلعب حاليا مع نادي سانت رافاييل لكرة اليد ويحمل الرقم 23. مثل منتخب التشيك لكرة اليد.

## سجل المنافسة
شارك في البطولات التالية:
- بطولة أوروبا لكرة اليد للرجال 2014

## روابط خارجية
- يان ستيلهيك على موقع الاتحاد الأوروبي لكرة اليد (الإنجليزية)
- يان ستيلهيك على موقع الاتحاد الفرنسي لكرة اليد (الفرنسية)